# Werner Lange (Maler)
Werner Lange (* 31. März 1888 in Kiel; † 13. Juli 1955 in Kiel) war ein deutscher Maler.

## Leben
Nach dem Besuch der Handwerkerschule in Kiel und dem Besuch der Kunstgewerbeschule in Hamburg reiste Lange 1912 mit einem Hamburger Stipendium nach Paris, wo er Picasso aufsuchte und von Otto Freundlich entscheidende Anregungen erhielt. Von 1913 bis zum Ausbruch des Ersten Weltkrieges arbeitete er als Gehilfe von Cesar Klein in Berlin. 1914–1918 war er Soldat und kämpfte in den Karpaten und an der Westfront bei Verdun. Von 1919 bis 1943 unterrichtete er an der Handwerker- und Kunstgewerbeschule (Muthesius Schule) in Kiel und war hier Mitorganisator der Künstlerfeste. 1919 wurde er Mitglied der Expressionistischen Arbeitsgemeinschaft Kiel  und bildete mit seinen Freunden Karl Peter Röhl und Friedrich Peter Drömmer eine Ateliergemeinschaft. Ihre Gruppenausstellung in der Kunsthalle zu Kiel löste im Mai 1919  einen Skandal aus. Um finanziell über die Runden zu kommen, passte Lange seinen Stil den jeweiligen Anforderungen an. Seit Mitte 1935 war er Referent für Malerei in der Landesleitung der Reichskammer der bildenden Künste. Frühere expressionistische  Arbeiten Langes galten den Nazis jedoch als "entartet", und 1937 wurden in der deutschlandweiten konzertierten Aktion „Entartete Kunst“ vier seiner Arbeiten aus öffentlichen Sammlungen beschlagnahmt und vernichtet.

## Werk
Von 1912 bis ca. 1922 entstanden unter dem Einfluss von Otto Freundlich expressionistische Bilder mit figurativen Flächen. Seit 1922 schuf er farbige Glasfenster. Obwohl er seinen Stil seit Mitte der 1920er Jahre beruhigte, wurden seine 1928 entstandenen Wandbilder der Kieler Licht- und Wasserwerke 1937 als „entartet“ übermalt. Nach dem Zweiten Weltkrieg erfand sich Lange als Maler gleichsam neu und schuf unter dem Einfluss der französischen Malerei der 1950er Jahre überwiegend Landschaften mit ruhig lagernden Figuren oder Figurengruppen.

## Werke

### 1937 als „entartet“ aus öffentlichen Sammlungen beschlagnahmte und vernichtete Werke
- Toledo (Aquarell, Kunsthalle zu Kiel)
- Malaga (Aquarell, 1929; Wallraf-Richartz-Museum)
- Kopf (Holzschnitt, 31,5 × 22 cm, 1921, WV Söhn 13507-6; Blatt 5 aus Heft 11/12 der Zeitschrift "Kündung". Museum für Kunst und Heimatgeschichte Erfurt)[2]
- Abstraktion (Holzschnitt, 29 × 24,5 cm, 1921, WV Söhn 13507-7; Blatt 6 aus Heft 11/12 der Zeitschrift "Kündung". Museum für Kunst und Heimatgeschichte Erfurt)[3]

### Weitere Werke (Auswahl)
- Mutter und Kind, 1913/20 Stadtgalerie Kiel
- Frauenkopf, 1919 Stiftung Schleswig-Holsteinische Landesmuseen, Schloss Gottorf
- Glasfensterentwurf für Haus Harbeck, Hamburg, 1922. Künstlermuseum Heikendorf
- Glasfenster der St.-Secundus-Kirche (Hennstedt), 1929
- Gestaltung der Ehrenhalle für die Toten des Zweiten Weltkrieges im Rathaus Kiel, 1953